# Negative FX (album)
Negative FX è l'album d'esordio (e unica registrazione) dei Negative FX, pubblicato nel 1984 ma registrato già nel 1982.

## Tracce
1. Feel Like a Man - 1:59
2. Together - 0:33
3. Protester - 0:23
4. Mind Control - 1:28
5. I Know Better - 0:32
6. Citizens Arrest - 0:50
7. Negative FX - 0:24
8. The Few, The Proud - 0:36
9. Punch in the Face - 0:08
10. Primary Attack - 0:30
11. Hazardous Waste - 1:05
12. Turn Your Back - 1:36
13. Nightstick Justice - 0:22
14. I DNTFS - 0:36 (aka I Don't Need This Fucking Shit)
15. Modern Problems - 0:59
16. Nuklear Fear - 0:40
17. VFW - 2:36
18. Repeat - 0:49
19. Might Makes Right - 1:30 (non inclusa nel vinile)

## Formazione
- Jack "Choke" Kelly - voce
- Patrick Ratferty - chitarra
- Richard Collins - basso
- Dave Brown - batteria